# Interstate 295 (Caroline du Nord)
Pour les articles homonymes, voir Interstate 295.
L'Interstate 295 (I-295), aussi connue comme la Fayetteville Outer Loop, est une autoroute qui atteindra, à terme, 34 miles (55 km) autour de l'ouest de Fayetteville, en Caroline du Nord. En août 2020, elle s'étend sur 22 miles (35 km) depuis la US 401 à l'ouest de Fayetteville jusqu'à l'I-95 et la US 13 près d'Eastover. Le segment final entre la US 401 et l'I-95 près de Parkton est en construction et est prévu être complété autour de 2026. Un segment de deux miles (3,2 km) entre Parkton Road au nord-est de Parkton jusqu'à Black Bridge Road au sud de Hope Mills est actuellement numéroté NC 295. La NC 295 a aussi été utilisée comme désignation temporaire avant que l'I-295 ne soit numérotée.

## Description du tracé
Le segment de deux miles (3,2 km) de la NC 295 débute dans le comté de Robeson entre Parkton et Hope Mills. Un échangeur avec la Parkton Road est le terminus sud actuel du segment. La NC 295 se dirige vers le nord-ouest et entre dans le comté de Cumberland. Elle se courbe ensuite vers le nord-est et se termine à l'échangeur avec Black Bridge Road.
L'I-295 débute à la jonction avec la US 401 (Raeford Road) et se dirige vers le nord jusqu'à la All-American Freeway. À partir de là, elle bifurque vers l'est jusqu'à Bragg Boulevard où elle entame un multiplex avec la NC 24 et la NC 87 jusqu'à Murchison Road. Se dirigeant encore vers l'est, elle est à nouveau reliée à la US 401 à Ramsey Street avant de traverser la Cape Fear River et de se terminer à son terminus nord à la jonction avec l'I-95 / US 13 près d'Eastover.

## Liste des sorties
| Interstate 295                       |              |       |       |        |                                                                                 |                                               |
| Comté                                | Municipalité | mi    | km    | Sortie | Intersections / Destinations                                                    | Notes                                         |
| Robeson                              |              |       |       | 1      | I-95                                                                            | Échangeur en construction; ouverture en 2024  |
| Robeson                              |              | 2,00  | 3,20  | 2      | Parkton Road                                                                    | Ouvert en novembre 2022, NC 295               |
| Cumberland                           |              | 4,00  | 6,40  | 4      | Black Ridge Road                                                                | Ouvert en novembre 2022, NC 295               |
| Cumberland                           |              |       |       | 7      | Camden Road                                                                     | Échangeurs en construction; ouverture en 2026 |
| Cumberland                           |              |       |       | 11     | Strickland Ridge Road                                                           | Échangeurs en construction; ouverture en 2026 |
| Cumberland                           | Fayetteville | 12,00 | 19,30 | 12     | US 401 (Raeford Road)                                                           |                                               |
| Cumberland                           | Fayetteville | 14,70 | 23,70 | 15     | Cliffdale Road                                                                  |                                               |
| Cumberland                           | Fayetteville | 18,20 | 29,30 | 18     | Canopy Lane                                                                     |                                               |
| Cumberland                           | Fayetteville | 20,20 | 32,50 | 21     | All American Freeway                                                            | Indiqué sortie 21A (sud) et 21B (nord)        |
| Cumberland                           | Fayetteville | 21,30 | 34,30 | 21C    | NC 24 (en) est / NC 87 (en) sud (Bragg Boulevard)                               | Terminus sud du multiplex avec NC 24 / NC 87  |
| Cumberland                           | Fayetteville | 22,20 | 35,70 | 23     | NC 24 (en) ouest / NC 87 (en) nord / NC 210 (en) (Murchison Road) – Spring Lake | Terminus nord du multiplex avec NC 24 / NC 87 |
| Cumberland                           | Fayetteville | 24,80 | 39,90 | 25     | McArthur Road                                                                   | Indiqué sortie 25A (sud) et 25B (nord)        |
| Cumberland                           | Fayetteville | 27,50 | 44,30 | 28     | US 401 (Ramsey Street) – Lillington, Fayetteville                               |                                               |
| Cumberland                           |              | 30,10 | 48,40 | 30     | River Road                                                                      |                                               |
| Cumberland                           | Eastover     | 34,00 | 54,70 | 34     | I-95 – Benson, Lumberton                                                        | Sortie 58 de l'I-95                           |
| Cumberland                           | Eastover     | 34,00 | 54,70 | —      | US 13 nord – Newton Grove, Goldsboro                                            | Continue comme US 13                          |
| - Terminus de multiplex - Non-ouvert |              |       |       |        |                                                                                 |                                               |